# Зуклопентиксол
Зуклопентиксол (англ. Zuclopenthixol, лат. Зуклопентиксолum) — синтетичний лікарський засіб, що є похідним тіоксантену та належить до групи антипсихотичних препаратів. Зуклопентиксол застосовується як перорально, так і внутрішньом'язово. Зуклопентиксол розроблений у лабораторії компанії «Lundbeck», та застосовується у клінічній практиці з 1978 року.

## Фармакологічні властивості
Зуклопентиксол — синтетичний антипсихотичний препарат, що є похідним тіоксантену. Механізм дії препарату полягає у блокуванні центральних постсинаптичних дофамінових рецепторів D1 і D2-типів, а також альфа-1-адренорецепторів. Це призводить до значного зменшення симптомів психозу. Зуклопентиксол також блокує серотонінові 5-HT2A-рецептори, незначно діє на Н1-гістамінові рецептори, та не діє на м-холінорецептори. Препарат має седативний ефект, купує галюцинації, манію і порушення мислення, а також зменшує ворожість, підозрілість, тривожність та агресивність. Зуклопентиксол застосовується для лікування як гострих психотичних станів при шизофренії і біполярному афективному розладі у вигляді внутрішньом'язових ін'єкцій; а також для лікування шизофренії, особливо з вираженими проявами галюцинацій, манії, збудження, ворожістю та агресивністю, біполярного афективного розладу у маніакальній стадії, та розумової відсталості зі збудженням або іншими поведінковими розладами перорально. За даними частини клінічних досліджень, зуклопентиксол більш ефективний у хворих із галюцинаторними та іншими параноїдними станами (парафренією).

### Фармакокінетика
Зуклопентиксол добре, але повільно всмоктується після перорального застосування, біодоступність препарату при прийомі всередину становить 44 %. Максимальна концентрація препарату досягається протягом 3—6 годин після прийому препарату. Зуклопентиксол добре (на 98 %) зв'язується з білками плазми крові. Зуклопентиксол проходить через гематоенцефалічний бар'єр, через плацентарний бар'єр та виділяється в грудне молоко. Препарат метаболізується в печінці з утворенням неактивних метаболітів. Виводиться препарат із організму переважно з калом, незначна частина препарату виводиться з сечею. Період напіввиведення препарату становить 20 годин, для депо-форми становить у середньому 3 тижні.

## Покази до застосування
Зуклопентиксол застосовують для лікування гострих психотичних станів при шизофренії і біполярному афективному розладі у вигляді внутрішньом'язових ін'єкцій; лікування шизофренії з вираженими проявами галюцинацій, манії, збудження, ворожістю та агресивністю, біполярного афективного розладу у маніакальній стадії, та розумової відсталості зі збудженням або іншими поведінковими розладами перорально.

## Побічна дія
При застосуванні зуклопентиксолу спостерігаються наступні побічні ефекти:
- Алергічні реакції — шкірний висип, свербіж шкіри, фотодерматоз, дерматит, гіпергідроз, себорея, пурпура, анафілактичний шок.
- З боку травної системи — нудота, блювання, запор або діарея, метеоризм, зміна апетиту, сухість у роті або підвищення секреції слини, диспепсія, біль у животі, дуже рідко жовтяниця або холестатичний синдром.
- З боку нервової системи — сплутаність свідомості, запаморочення, судоми, головний біль, дискінезія або гіпокінезія, дистонія, розлади мови, паркінсонізм, акатизія, тремор, порушення зору, мідріаз, депресія, нервозність, збудження, мігрень; вкрай рідко злоякісний нейролептичний синдром.
- З боку серцево-судинної системи — артеріальна гіпотензія, тромбози, тромбоемболія, припливи крові, тахікардіяя, дуже рідко подовження інтервалу QT на ЕКГ.
- З боку ендокринної системи — гінекомастія, галакторея, аменорея, збільшення маси тіла, гіперглікемія або порушення толерантності до глюкози, підвищення секреції пролактину.
- З боку сечостатевої системи — зниження лібідо, затримка сечопуску, поліурія, еректильна дисфункція, пріапізм, порушення еякуляції.
- З боку опорно-рухового апарату — біль у м'язах, ригідність м'язів, тризм, кривошия.
- Зміни в лабораторних аналізах — лейкопенія, агранулоцитоз, тромбоцитопенія, нейтропенія, підвищення активності ферментів печінки.

## Протипокази
Зуклопентиксол протипоказаний при підвищеній чутливості до препарату, при важкому пригніченні нервової системи (у тому числі інтоксикації алкоголем, опіоїдами або барбітуратами), комі, колапсі. Препарат застосовують з обережністю при вагітності та годуванні грудьми.

## Форми випуску
Зуклопентиксол випускається у вигляді таблеток по 0,002; 0,01 і 0,025 г; 5 % олійного розчину в ампулах по 1 і 2 мл; 20 % олійного розчину в ампулах по 1 мл і флаконах по 10 мл; 50 % олійного розчину в ампулах по 1 мл.